# 國姓井 (汕頭)
国姓井，位于中国广东省汕头市南澳县后宅镇中澎岛，现为南澳县文物保护单位，类型为古遗址，公布时间为1981年9月20日。
国姓井的历史年代为明末清初。